# Ridwanijja
Ridwanijja – wieś w Syrii, w muhafazie Aleppo. W 2004 roku liczyła 974 mieszkańców.